# Боровщина (Молодечненський район)
Боровщина (біл. вёска Бароўшчына) — село в складі Молодечненського району Мінської області, Білорусь. Село підпорядковане Городилівській сільській раді, розташоване в західній частині області.